# Wolfgang Adam Schoepf

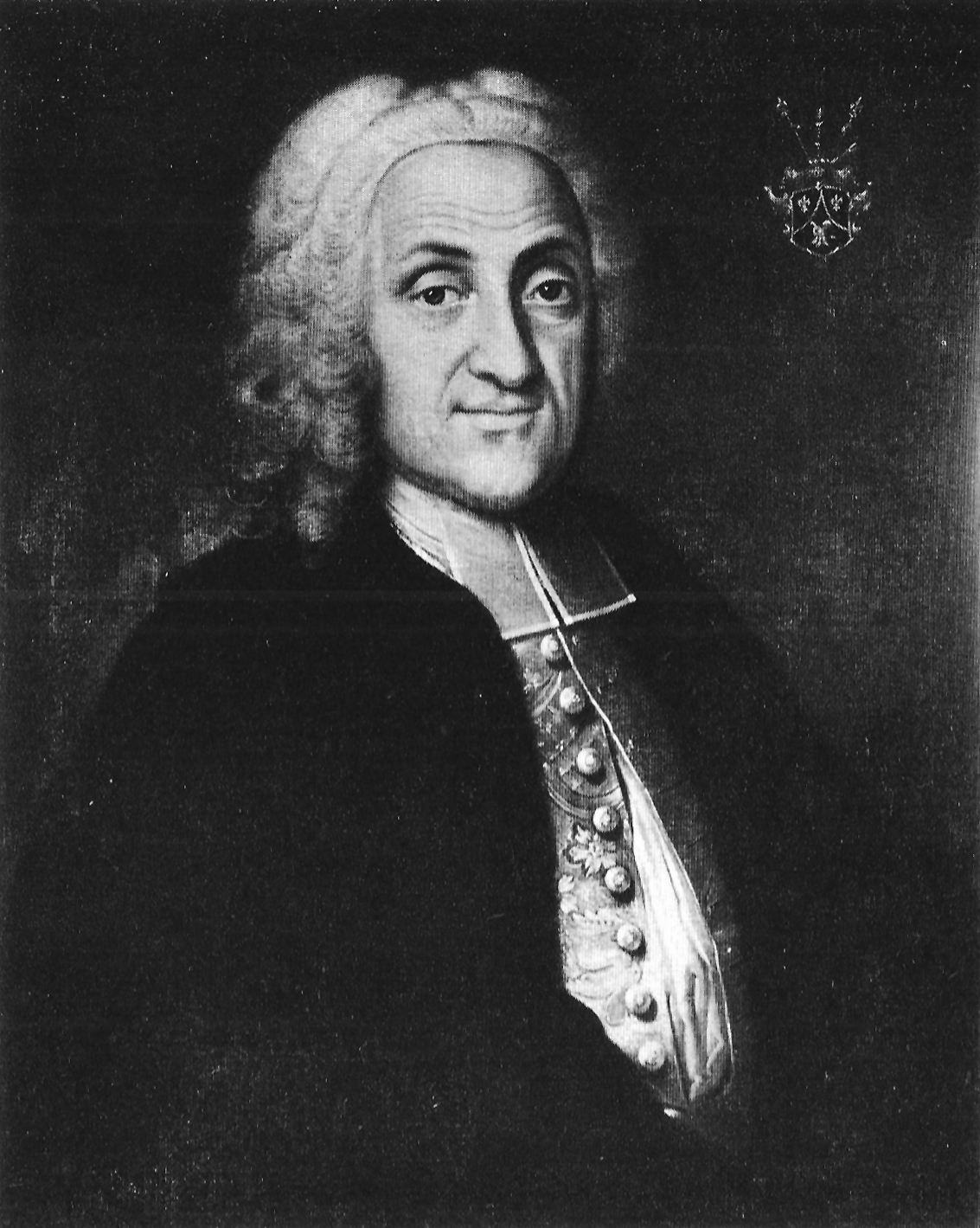
Wolfgang Adam Schoepf auf einem Porträtbild von Wolfgang Dietrich Majer in der Tübinger Professorengalerie

Wolfgang Georg Adam Schoepf der Jüngere (auch Wolfgang Adam Schöpff; * 23. September 1679 in Schweinfurt; † 21. Mai 1770 in Tübingen) war als Dr. juris württembergischer Rat und Rechtsgelehrter.

## Leben und Wirken
Wolfgang Adam Schoepf stammte aus einem geachteten Beamtengeschlecht, das über zwei Jahrhunderte im Markgrafentum Bayreuth geistliche und weltliche Ämter bekleidete. Der Großvater, Wolfgang Schoepf, war Bürgermeister zu Wunsiedel, der Vater, Wolfgang Adam Schoepf der Ältere, ältester Bürgermeister von Schweinfurt sowie dort später kaiserlicher gefreiter Richter und Reichsvogt. 
Schoepf studierte an der Universität Tübingen, wurde 1703 Lizentiat und unter dem Vorsitz des bekannten Rechtslehrers Ferdinand Christoph Harpprecht mit der Dissertation De assignatione nominis 1703 Doktor beider Rechte. Er trat hierauf mit dem Titel eines wirklichen herzoglich-württembergischen Rates in die Gerichtspraxis, hielt juristische Vorträge und erteilte auf Ansuchen Rechtsgutachten (consilia). 1713 wurde er zum Assessor des württembergischen Hofgerichtes, zwei Jahre später, 1715, zugleich zum außerordentlichen Professor der Rechte, 1718 zum Beisitzer der juristischen Fakultät, endlich 1727 zum Professor ordinarius pandectarum et praxeos ernannt unter Verzicht auf sein Amt beim herzoglichen Hofgericht, das er jedoch 1744 wieder übernahm. 1745 kam er außerdem als Beisitzer in das Collegium illustre und im folgenden Jahr, 1746, trat er als Primanus und Senior an die Spitze der Tübinger juristischen Fakultät. Er blieb bis zu seinem Tod in dieser Funktion und lehnte deshalb sowohl die Stelle eines Geheimen Rates wie auch die Präsentation zum Wetzlarer Reichskammergericht ab. Er starb im 91. Lebensjahr am 21. Mai 1770 als der älteste Rechtslehrer Deutschlands sowohl nach Lebens- als auch Promotionsjahren.
Er war fünfmal Rektor der Tübinger Hochschule, so hatte er das Amt 1729/1730, 1738/1739, 1741, 1745/1746 sowie 1750/1751 inne.

## Veröffentlichungen
Schoepf entfaltete von 1716 bis 1764 eine fruchtbare literarische Tätigkeit, wovon eine Reihe juristischer Dissertationen Zeugnis geben:
- Beiträge zur neueren Tübinger Consilien-Sammlung, Vol. VIII (Tübingen 1741) und Vol. IX (Ulm 1755)
- Tractatus de processu summi Appellationum Tribunalis Ducatus Würtemb. Stuttgart 1720, 4°, der in zweiter, vermehrter Auflage mit zwölfzeiligem Titel 1748 ebenda erschien
- Tractatio de proc. unilaterale cumprimis contumaciale etc. etc. (Tübingen 1748)
- De effectibus specialibus contumaciae